# Колумбија (Калифорнија)
Колумбија (енгл. Columbia) насељено је место без административног статуса у америчкој савезној држави Калифорнија.

## Демографија
По попису из 2010. године број становника је 2.297, што је 108 (-4,5%) становника мање него 2000. године.
| Група             | 2000.         | 2010.         |
| Белци             | 2.079 (86,4%) | 1.954 (85,1%) |
| Афроамериканци    | 21 (0,9%)     | 27 (1,2%)     |
| Азијати           | 31 (1,3%)     | 29 (1,3%)     |
| Хиспаноамериканци | 166 (6,9%)    | 171 (7,4%)    |
| Укупно            | 2.405         | 2.297         |